# My Name (BoAのアルバム)
『My Name』（マイ・ネーム）は、韓国出身の女性歌手BoAの、4集として発表されたアルバム。

## 概要
3集Atlantis Princess、ベスト・アルバムSHINE WE AREを経て発表された、정규음반（韓国版オリジナルアルバム）4集である。CCCDとして製作された。
유영진（ユ･ヨンジン）、황성제（ファン・ソンジェ）、Young-hu Kim（ヤンフ・キム）、KENZIE、Damon Sharpe（デーモン・シャープ）など、内外の著名作曲家を起用して多様なジャンルの曲を収録。
中国版、台湾版には、ボーナストラックとして「My Name」と「My Prayer」の中国語版が収録され、「My Name」のPVが収録されたVCDが付加されている。また、中国語曲を収録した特殊パッケージ盤「My Name Boa」もリリースされている。
なお、日本では2008年3月26日にDVD付のSPECIAL EDITIONがエイベックスから発売された。

## 収録曲
1. My Name
作詞・作曲：KENZIE
2. Spark
作詞：홍지유（ホン・ジウ）、作曲：Johan Aberg（ヨハン・オーベリー）・Sigurd Rosnes（シグル・ロスネス）、編曲：안익수（アン・イクス）
ルイス・フォンシが2002年に発表した「Fuera de Control」の韓国語カヴァー。
シグル・ロスネスはZiggy名義で「No.1」を作曲した人物。
3. I Got U
作詞：양재선（ヤン・ジェソン）、作曲：Claudio Cueni（クラウディオ・キューニ）・Stevie Bensusan（スティービー・ベンスザン）、編曲：Claudio Cueni（クラウディオ・キューニ）
4. My Prayer -  기도 （キド）
作詞：Young-hu Kim（ヤンフ・キム）、作曲・編曲：William Pyon（ウィリアム・ピョン）・Young-hu Kim（ヤンフ・キム）
「기도 （キド）」は、「祈祷（祈り）」の意。
5. 완전한 날개 （ワンジョナン ナルゲ） -  One Wings - Embracing Each Other
作詞・作曲・編曲：유영진（ユ･ヨンジン）
「완전한 날개 （ワンジョナン ナルゲ）」は、「完全（完璧）な翼」の意。
6. 두근 두근 （トゥグン ドゥグン） - Pit-A-Pit
作詞・作曲・編曲：박창현（パク・ジョンヒョン）
「두근 두근 （トゥグン ドゥグン）」は、「ワクワク」する様子を意味する擬音語。
7. I Kiss
作詞・作曲・編曲：KENZIE
8. Don't Give A Damn - 상관없어 （サングァノプソ）
作詞：윤정（ユンジョン）、編曲：안익수（アニクス） 
「상관없어 （サングァノプソ）」は、「構いもせず」の意。
9. 그럴 수 있겠지 （クロル ス イッケッチ） - maybe...maybe Not?
作詞：박창학（パク・チャンハク）、作曲・編曲：윤상（ウンサン）
「그럴 수 있겠지 （クロル ス イッケッチ）」は、「そんなことできるの?」の意。
10. Etude
作詞・作曲・編曲：황성제 （ファン・ソンジェ）
11. 인사 （インサ） - good-bye
作詞・作曲・編曲：박창현（パク・チャンヒョン）
「인사 （インサ）」は、「人事（あいさつ）」の意。
12. Feel Me
作詞：윤효상（ユン・ヒョサン）、作曲：Beau Dozier（ボウ・ドジャー）、Damon Sharpe（デーモン・シャープ）、Lindy Robbins（リンディ・ロビンス）、編曲：Beau Dozier（ボウ・ドジャー）、Damon Sharpe（デーモン・シャープ）
13. 바보같죠 （パボガッチョ） - stay In Love
作詞・作曲・編曲：하정호（ハ・ジョンホ）
「바보같죠 （パボガッチョ）」は、「馬鹿みたいです」の意。
14. We - 우리 （ウリ） （Theme From 태극기휘날리며）
作詞：김태윤（キム・テウン）、作曲・編曲이동준（イ・ドンジュン）
「우리 （ウリ）」は、「わたしたち」の意。「태극기휘날리며 （テグッキフィナリミョ）」（太極旗をひるがえして）は、映画「ブラザーフッド」の原題。